# Benoît Costil
Benoît Costil (* 3. Juli 1987 in Caen) ist ein französischer Fußballtorwart.

## Werdegang

### Verein
Der Torwart Costil begann das Fußballspielen in der Jugend bei SM Caen. 2004 bekam er einen Profi-Vertrag beim SM Caen. 2008 wurde er für eine Saison an OC Vannes verliehen, bevor er nach 27 Pflichtspielen zur Saison 2009/10 offiziell zum CS Sedan wechselte. Nach nur zwei Jahren im Verein wechselte Costil 2011 zu Stade Rennes. 2017 verließ er Rennes nach sechs Spielzeiten mit 219 Ligaspielen und schloss sich Girondins Bordeaux an. Im Sommer 2022 wechselte der Franzose zur AJ Auxerre. Dort verblieb der Spieler ein halbes Jahr, bevor er sich Anfang 2023 dem OSC Lille anschloss. Auch in Lille verbrachte er nur ein halbes Jahr und wechselte im Sommer 2023 zur US Salernitana nach Italien.

### Nationalmannschaft
Costil spielte seit 2003 für diverse französische Juniorennationalteams. Anfangs zur U-17-Nationalmannschaft gehörend, spielte er von 2008 bis 2009 für die U21-Auswahl und stand für diese zweimal im Tor. Am 11. Oktober 2014 wurde er erstmals als Ersatztorhüter in den Kader der A-Nationalmannschaft berufen und saß danach regelmäßig auf der Bank, ohne jedoch einmal einen Einsatz zu bekommen. Er war einer von zwei Spielern, die ohne ein Nationalspiel in den Kader Frankreichs für die Heim-Europameisterschaft 2016 aufgenommen wurden. Er kam im Turnier nicht zum Einsatz.